# Мария Луиза Гонзага
Мария Луиза де Гонза́га (фр. Marie-Louise de Gonzague; 18 августа 1611, Париж или Невер — 10 мая 1667, Варшава) — королева Польши (под именем Марии Людовики), супруга последних королей династии Ваза — Владислава IV и Яна II Казимира. Дочь французского герцога Шарля де Невера из дома Гонзага (с 1627 — герцога Мантуи) и Екатерины де Майенн (племянницы знаменитого герцога Гиза).

## Биография
Воспитанием Марии Луизы ведала сестра её отца, вдовствующая герцогиня Лонгвиль. Благодаря содействию тётки перед девушкой вырисовывалась блестящая партия — Гастон Орлеанский, брат короля Людовика XIII. Этот брак не входил в планы кардинала Ришельё, который, опасаясь бегства жениха и невесты из Парижа, заточил её в Венсенском замке, а потом перевёл в монастырь.

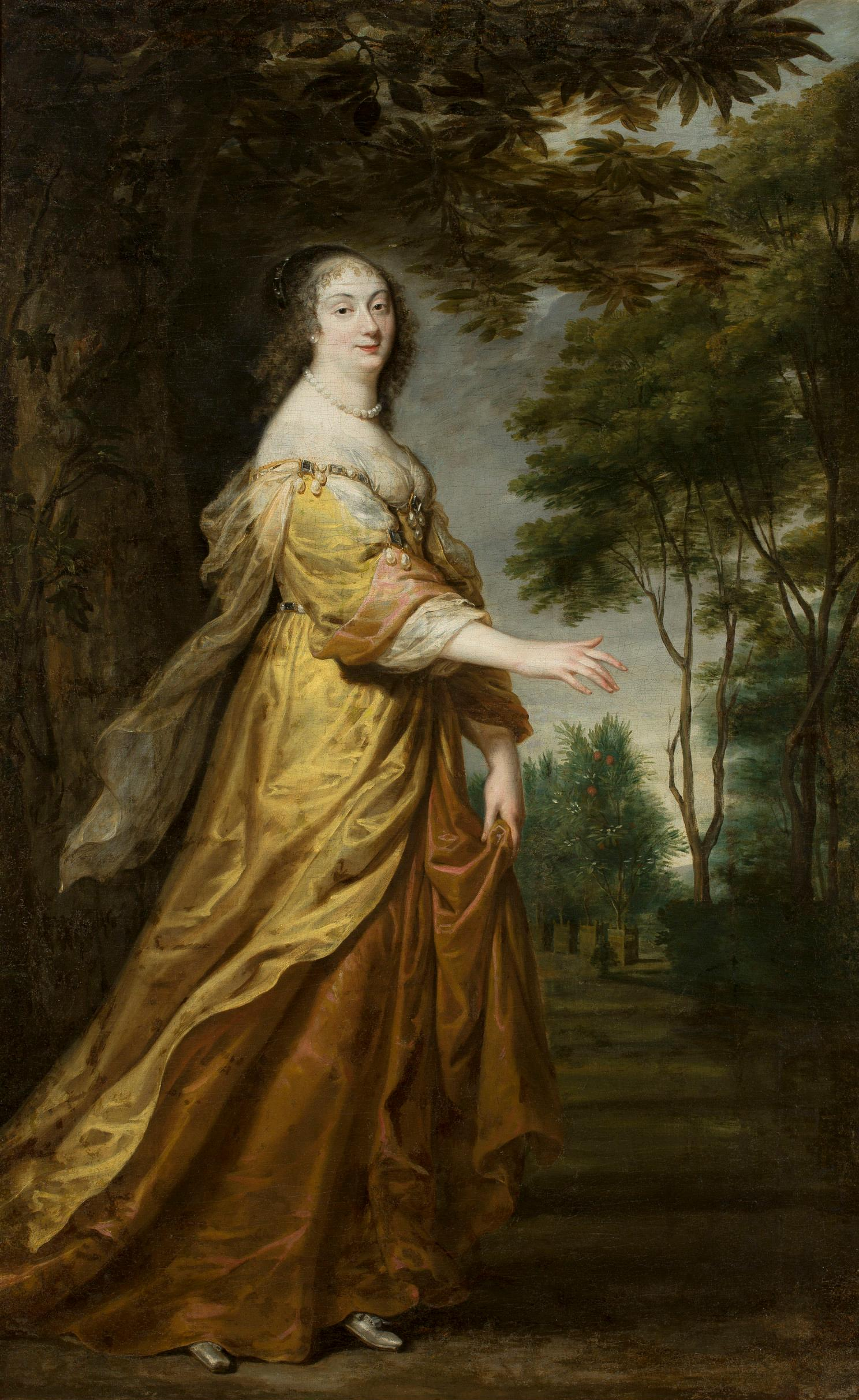
На портрете кисти ван Эгмонта (1645)

Впоследствии весь королевский двор прочил мадемуазель де Невер в жёны фавориту короля, маркизу Сен-Мару, но властный кардинал почитал такой союз недостойным её высокородия. Только в 1645 году, когда Марии было уже за 30 и она вышла из детородного возраста, ей было позволено вступить в брак. Другой узник Ришельё, кардинал Ян Казимир Ваза, возобновил сватовство к ней от имени своего брата Владислава Польского, который рассорился с Габсбургами и мечтал о сближении с Францией.
Обручившись с Яном Казимиром (который на церемонии представлял своего венценосного брата), Мария Луиза в сопровождении обширной свиты отправилась в Польшу и принялась преобразовывать варшавский двор на французский манер. Следуя заветам отца, она подбивала супруга на войну с турками, но в целом влияние её было ограничено вопросами культуры и образования (в частности, не без её участия в Польше стала выходить первая газета).
После смерти Владислава в 1648 году королём был избран Ян Казимир. Мария Людовика согласилась стать и его супругой. На второго мужа, менее искушённого в государственных вопросах, она имела большое влияние. Королева помогала ему в борьбе с магнатской партией князя Любомирского и настаивала на избрании нового короля при жизни старого (принцип vivente rege). Польские патриоты негативно отзывались об её управлении государством; Рудавский сравнил её с «крошечным эфиопом, который оседлал слона». Не имея собственных детей, она мечтала видеть следующим королём Польши мужа своей племянницы, герцога Энгиенского, либо внука своей воспитательницы, юного герцога де Лонгвиля.
Мария Людовика умерла в 1667 году и была погребена в Вавельском соборе. Потеряв с её смертью последнюю опору, король отрёкся от престола и удалился доживать свой век настоятелем в том городе, где они встретились, — Невере. По иронии судьбы, всего через несколько лет, после избрания на престол Яна Собеского, королевой Польши станет другая француженка — Мария Казимира де Лагранж д’Аркьен, Марысенька, прибывшая в Польшу в свите Марии Неверской.